# Prince George (Virginia)
Prince George es un lugar designado por el censo situado en el condado de Prince George, Virginia  (Estados Unidos). Según el censo de 2010 tenía una población de 2.066 habitantes.

## Demografía
Según el censo de 2010, Prince George tenía una población en la que el 70,5% eran blancos; el 22,2% afroamericanos; el 0,5% eran indios americanos y nativos de Alaska; el 1,0% eran asiáticos; el 0,0% hawaianos y otros isleños del Pacífico; el 2,8% de otra raza, y el 3,0% a partir de dos o más razas. El 6,2% del total de la población eran hispanos o latinos de cualquier raza.

## Economía
Una área no incorporada al sur de Prince George tiene la oficina de Virginia de Goya Foods.